# Tor himalajski
Tor himalajski (Tor putitora) – zagrożony wyginięciem azjatycki gatunek dużej słodkowodnej ryby karpiokształtnej z rodziny karpiowatych (Cyprinidae). W Himalajach jest najpospolitszym przedstawicielem rodzaju Tor. Lokalnie ma istotne znaczenie gospodarcze. Jest zagrożony wyginięciem.

## Występowanie
Gatunek szeroko rozprzestrzeniony w południowej i południowo-wschodniej Azji, na obszarze Afganistanu, Pakistanu, Indii, Nepalu, Bangladeszu, Bhutanu, Sri Lanki, Mjanmy, zachodniego Iranu po wschodnią Tajlandię. Zasiedla górskie i podgórskie strumienie i rzeki, rozlewiska rzeczne i jeziora.

## Wielkość
Przeciętna długość ciała wynosi 183 cm, a maksymalna 275 cm. Maksymalna odnotowana masa ciała to 55 kg.

## Biologia i ekologia
Gatunek migrujący. Żeruje w rozlewiskach i jeziorach. Na okres rozrodu wpływa do strumieni. Ikrę składa na żwirowatym lub kamienistym dnie. Po tarle wraca do spokojniejszych wód. Ryba wszystkożerna. 

## Znaczenie gospodarcze
Jest poławiany komercyjnie oraz w wędkarstwie jako ryba konsumpcyjna. Hodowany w akwakulturach. Prezentowany w akwariach publicznych.

## Zagrożenia i ochrona
Tor himalajski jest gatunkiem poważnie zagrożonym przez przełowienie, utratę siedlisk, spadek jakości siedlisk, w wyniku utraty terenów rozrodczych, a także z powodu innych czynników antropogenicznych, które bezpośrednio doprowadziły do spadku liczebności populacji w wielu miejscach. Ponadto kilka zapór planowanych do budowy w przyszłości w regionie Himalajów może mieć bardziej drastyczny wpływ na populacje ryb tego gatunku, blokując ich drogi migracji i wpływając na ich rozród. Szacuje się, że w przeszłości nastąpił 50% spadek liczebności i jeśli obecne tendencje się utrzymają i nowe tamy będą budowane, populacja może zmniejszyć się nawet do 80%.